# Vincenzo Latronico

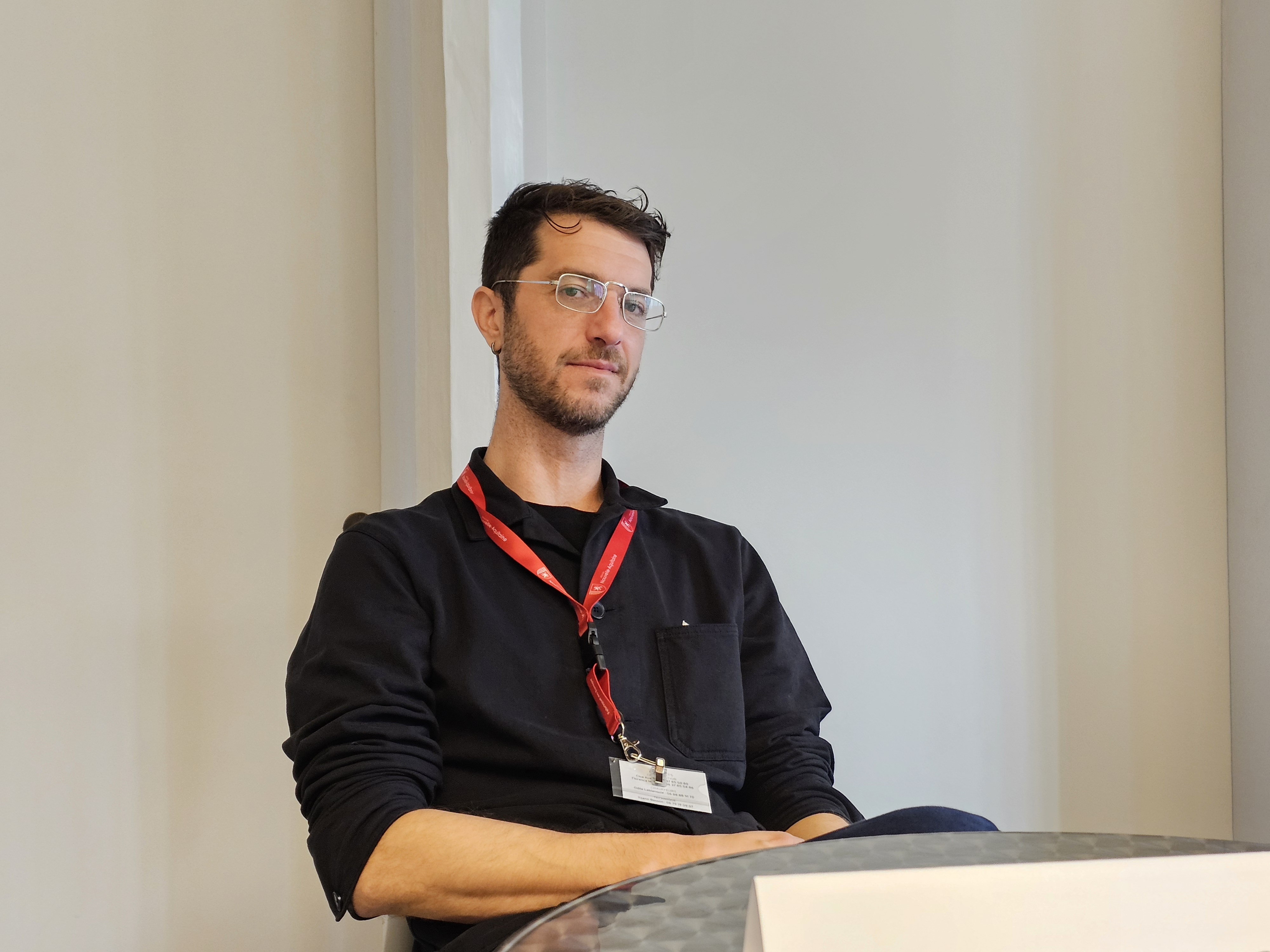
Vincenzo Latronico im Jahr 2023

Vincenzo Latronico (* 1984 in Rom) ist ein italienischer Schriftsteller und Übersetzer.

## Leben und Werk
Vincenzo Latronico wurde 1984 in Rom geboren und studierte Philosophie in Mailand. Später zog er nach Berlin-Charlottenburg. Er spricht fließend Deutsch und Englisch.
2008 erschien sein Debüt-Roman Ginnastica e Rivoluzione, gefolgt von La cospirazione delle colombe (Deutsch: Die Verschwörung der Tauben) im Jahr 2011, La mentalià dell’alveare und Narciso nelle colonie im Jahr 2013, Le perfezioni (Deutsch: Die Perfektionen) im Jahr 2022 und La chiave di Berlino im Jahr 2023.
Übersetzungen seiner Werke sind in mehr als 20 Ländern erschienen. Er wurde in Italien mehrfach für seine Romane ausgezeichnet, unter anderem mit dem Premio Napoli und dem Premio Bergamo. Sein erster ins Englische übersetzter Roman Perfection (Le perfezioni, Übersetzung: Sophie Hughes) wurde 2025 auf die Shortlist des International Booker Prize gesetzt.
Als Übersetzer hat er eine Reihe an Romanen von Autoren wie Oscar Wilde, F. Scott Fitzgerald oder George Orwell ins Italienische übersetzt. Als freier Journalist schreibt er regelmäßig über Kulturthemen für La Stampa und Corriere della Sera. Über Kunst schreibt er für diverse Zeitschriften, darunter frieze, Mousse, art-agenda und Domus. Zudem ist er Lehrbeauftragter für kreatives Schreiben und Übersetzen an der Scuola Holden in Turin.
Zu seinen Lieblingsautoren gehören Honoré de Balzac und Joan Didion, zudem hegt er Bewunderung für die Übersetzerin und Schriftstellerin Esther Kinsky.

## Werke (Auswahl)
- Die Verschwörung der Tauben, Secessionen Verlag, Berlin 2016, ISBN 978-3-905951837.
- Die Perfektionen, Ullstein, Berlin 2024, ISBN 978-3-546-10069-4.